# 谈莉娜
谈莉娜（1989年8月30日—），中国女歌手、演员，2009年湖南卫视“快乐女声”全国第6名。比赛结束后签约天娱传媒并转向影视方向发展。

## 生平

### 早年经历和快女历程
谈莉娜出生于广西省南宁市，奶奶是印度人，因此她拥有四分之一的印度血统。初中毕业后，谈莉娜进入了南宁创艺艺术职业学校，除学习舞蹈外，还接受了声乐方面的训练，并拍摄了一些广告作品，期间其父亲在2004年不幸因病去世。艺校毕业后，她进入了广东中山一个艺术团随团演出。
2009年5月，刚回到南宁不久的谈莉娜在妈妈的鼓励下报名参加湖南卫视“快乐女生”比赛，作为南宁赛区选手一路进入全国10强。由于唱功并不突出，她曾被认为会止步于7强，但最后却出人意料地涉险晋级，并最终在8月14日的6进5比赛中获得全国第6名。

### 赛后发展：从歌手到演员
与其他快女选手不同，比赛结束后，谈莉娜转而向影视方面发展，在湖南卫视自制青春偶像剧《一起又看流星雨》中饰演女二号蒋媛。尽管角色设置颇具争议，该剧的热播还是为她带来了不少关注度。随后她相继出演了《一不小心爱上你》、《落跑甜心》两部电视剧，并在2011年6月接拍了自己首部电影作品《囧蛋奇兵》。

## 影视作品

### 电视剧
| 首播年份 | 电视剧名稱         | 扮演角色 | 合作艺人                         |
| -------- | ------------------ | -------- | -------------------------------- |
| 2010     | 《一起又看流星雨》 | 蒋媛     | 张翰；俞灏明；魏晨；朱梓骁；郑爽 |
| 2010     | 《一不小心爱上你》 | 谈老师   | 张翰；江铠同；乔乔               |
| 2011     | 《青春作伴》       | 王会悟   | 李霄云；李光彩                   |
| 2011     | 《夏日甜心》       | 范妮莎   | 曾轶可；刘惜君；陈翔             |
| 2012     | 《冲吧宅男》第二季 | 莉娜     | 姜潮；小贱                       |
| 2013     | 《落跑甜心》       | 范妮莎   | 陈翔；柴格；武艺                 |
| 2014     | 《四大萌捕》(網劇) |          |                                  |
| 2016     | 《怒江之战》       | 古斯卡   |                                  |
| 2016     | 《彝海结盟》       | 阿依诗薇 |                                  |
| 2017     | 《国士无双黄飞鸿》 | 阿妹莫纳 |                                  |
| 2022     | 《大山的女儿》     | 班小班   | 杨蓉；劉奕君；涓子；李君峰       |
| 待播     | 《非常营救》       |          |                                  |

### 电影
| 首映年份 | 电影名稱                     | 扮演角色     | 导演   | 合作艺人                 |
| -------- | ---------------------------- | ------------ | ------ | ------------------------ |
| 2011年   | 《开心魔法》                 | 东山排球队员 | 叶伟信 | 古天乐；吴千语 吴尊；ime |
| 2012年   | 《囧蛋奇兵》                 | 林可喻       | 郭明尔 | 午马；徐嘉苇；张赫       |
| 2014年   | 《非狐外传》                 | 待定         | 钱升玮 | 方力申；周秀娜；张建波   |
| 2014年   | 《怨灵》                     | 待定         | 钱升玮 | 方力申；周秀娜；张建波   |
| 2015年   | 《铁血娇娃》 (原名:五星上将) | 女殺手       | 傅华阳 |                          |
| 2016年   | 《杀人魔画》 (網絡電影)      | 朱诺         |        |                          |
| 2018年   | 《金鸡大劫案》 (網絡電影)    | 柳如是       |        |                          |
| 2018年   | 《我是检察官》               |              |        |                          |
| 2019年   | 《拿摩一等》                 |              |        |                          |

## 音乐作品

### 单曲
| 發行日期   | 歌曲名稱       | 所屬專輯、备注                            |
| ---------- | -------------- | ----------------------------------------- |
| 2009-09-02 | 《猫科动物》   | 收录在2009快乐女声十强合辑《cover girls》 |
| 2009-09-04 | 《星空物语》   | 青春偶像剧《一起又看流星雨》片头曲        |
| 2010-04-12 | 《越淘越开心》 | 湖南卫视《越淘越开心》主题曲              |
| 2012-12-17 | 《不收敛》     | 电视剧《冲吧,宅男》插曲                   |
| 2013-03-26 | 《原来就是你》 | 偶像剧《落跑甜心》插曲                    |

### MV
- 2009快女10强《唱得响亮》（2009快乐女声主题曲）
- 谈莉娜《猫科动物》
- 天娱群星《快乐出发》（湖南卫视2009跨年演唱会主题曲）
- 天娱群星《给力青春》（湖南卫视2010跨年演唱会主题曲）
- 王野《想为你做的》（EP《温暖如野》）
- 2009快女10强《baby sister》（2011快乐女声加油歌）

## 其他作品

### 书籍
- 《快乐女声星光闪耀全集7：炫舞辣妹谈莉娜》（写真集，2010年9月出版）

### 比赛歌曲
参加快乐女声所演唱的歌曲
| 比赛日期      | 歌曲名稱                                 | 比赛主题                      |
| ------------- | ---------------------------------------- | ----------------------------- |
| 2009年5月13日 | 《孤单抗体》                             | 南宁赛区海选                  |
| 2009年5月21日 | 《爱情三十六计》                         | 南宁赛区预赛                  |
| 2009年5月25日 | 《唇唇欲动》                             | 南宁赛区50进30                |
| 2009年6月1日  | 《说爱你》、《看我72变》                 | 南宁赛区30进10                |
| 2009年6月9日  | 《DI DA DI》                             | 全国300进60                   |
| 2009年6月18日 | 《神奇》、《舞娘》                       | 全国60进20                    |
| 2009年6月26日 | 《孤单芭蕾》                             | 全国20进15                    |
| 2009年7月3日  | 《特务J》、《唇唇欲动》                  | 全国15进10                    |
| 2009年7月17日 | 《誓言》 《你是我的superman》            | 全国10强积分赛第1场           |
| 2009年7月24日 | 《看我72变》《I'm coming》               | 全国10强积分赛第2场           |
| 2009年7月31日 | 《热辣媚娘》《狠狠爱》《约定》           | 全国10进7                     |
| 2009年8月7日  | 《快乐宝贝》 《Bad boy》                 | 全国7进6                      |
| 2009年8月14日 | 《不想长大》《唯舞独尊》《爱你》《痛快》 | 全国6进5，被淘汰              |
| 2009年9月4日  | 《唯舞独尊》《闪亮的日子》               | 总决赛3进1，全国另外7强当嘉宾 |

## 演艺历程
1. 2013年1月11日，湖南长沙，做客金鹰网访谈
2. 2013年1月12日，泰国曼谷，前往泰国录制湖南国际频道《世界好好玩》
3. 2013年1月27日，广西南宁，录制广西卫视《升级你的家》
4. 2013年2月20日，北京，做客搜狐微访谈，畅聊主演偶像剧《落跑甜心》幕后点滴
5. 2013年2月28日，北京，录制湖北卫视《我爱我的祖国》
6. 2013年2月28日，北京，录制青海卫视《时尚家居》
7. 2013年3月13日，北京，拍摄杂志大片
8. 2013年3月24日，广西南宁，出席第二届广西风尚大典颁奖礼启动仪式
9. 2013年3月26日，北京，出席新歌《原来就是你》发布会
10. 2013年3月29日，北京，发行谈莉娜"不收敛"诱惑难挡 大秀乳沟露半球写真
11. 2013年4月2日，北京，发行谈莉娜2013全新舞曲《不收敛》
12. 2013年4月17日，福建福州，福建L.SEVEN谈莉娜歌友会
13. 2013年4月27日，广西南宁，南宁福安家开幕式表演嘉宾
14. 2013年5月26日，山东青岛，青岛商演
15. 2013年6月15日，上海，携新电影《铁血娇娃》出席上海国际电影节
16. 2013年6月21日，广东深圳，录制深圳卫视《年代秀》
17. 2013年6月22日，重庆合川，出席中央电视台美丽中国乡村行·走进合川大型文艺晚会
18. 2013年6月25日，北京，北京出席《壹号THEONE》下午茶访谈
19. 2013年7月5日，北京，录制cctv《一起音乐吧》
20. 2013年7月25日，湖南长沙，录制湖南卫视《我是大美人》
21. 2013年7月26日，北京，做客流声机访谈
22. 2013年7月30日，广东广州，法兰琳卡FRANIC香水广州活动表演嘉宾
23. 2013年8月9日，广西桂林，录制广西卫视《挑战冠军王》
24. 2013年8月10日，山东滕州，“微山湖古镇之夜”大型文艺晚会
25. 2013年8月30日，北京，新浪微访谈畅聊公司新师弟2013快乐男声
26. 2013年9月26日，江苏连云港，出席连云港东海音乐节
27. 2013年9月27日，湖南长沙，出席2013快乐男声总决赛V神嘉宾

1. 2012年1月8日，湖南道县，湖南永州市道县商业步行街开街仪式表演嘉宾
2. 2012年1月13日，广西南宁，南宁“'2012中国欢乐健康游'广西活动启动仪式

2012年1月14日，广西南宁，“吉尼斯世界最大药用植物园之夜”表演嘉宾
1. 2012年2月20日，北京，携带主演电影《囧蛋奇兵》与该剧组主创做客新浪娱乐
2. 2012年2月21日，北京，携带主演电影《囧蛋奇兵》与该剧组主创做客优酷网
3. 2012年3月9日，安徽合肥，安徽卫视《黄金年代》录制
4. 2012年3月16日，湖南长沙，湖南卫视《越淘越开心》嘉宾
5. 2012年3月20日，北京，携带电影《囧蛋奇兵》与该剧组主创做客腾讯网
6. 2012年3月20日，北京，出席主演电影《囧蛋奇兵》首映礼（北京）
7. 2012年4月30日，广西防城港，广西防城港“江山半岛国际欢乐季”商演
8. 2012年7月6日，广东中山，广东中山商演
9. 2012年7月20日，湖南长沙，录制湖南卫视《全力以赴》
10. 2012年7月28日，山东济南，录制山东卫视《纵横四海》
11. 2012年7月31日，湖南长沙，录制湖南卫视《全力以赴》
12. 2012年8月10日，广西南宁，录制广西卫视《挑战名人墙》
13. 2012年8月18日，湖北武汉，录制湖北卫视《我爱我的祖国》
14. 2012年8月22日，甘肃兰州， “甘肃西和乞巧节开幕式”表演嘉宾
15. 2012年11月20日，浙江杭州，录制浙江卫视《舞动好声音》
16. 2012年12月17日，携带主演电视剧《冲吧宅男第二集》做客腾讯网
17. 2012年12月19日，马来西亚吉隆坡，担任吉隆坡《春天的旋律·2013——中马跨国联欢文化之旅》一周跨国文化之旅大使
18. 2012年12月24日，广西来宾，广西来宾市裕达国际酒店圣诞主题派对表演嘉宾
19. 2012年12月31日，湖南长沙，湖南经视跨年晚会

1. 2011年1月5日，北京，出席百度娱乐沸点，《一起又看流星雨》获得最热门电视剧
2. 2011年1月20日，湖南长沙，录制湖南卫视《给力星期天》
3. 2011年3月2日，浙江桐庐，杭州桐庐商演
4. 2011年3月13日，广东中山，中山商演
5. 2011年3月25日，湖南长沙，长沙商演
6. 2011年3月31日，广东惠州，出席广东惠州巨星演唱会当嘉宾
7. 2011年4月16日，广西南宁，南宁房博会颁奖典礼表演嘉宾
8. 2011年5月21日，广西南宁，南宁市李宁体育园开幕式表演嘉宾
9. 2011年7月13日，广西钦州，钦州三娘湾观潮节开幕式表演嘉宾
10. 2011年7月14日，海南三亚，海南三亚商演
11. 2011年7月16日，福建莆田，“快乐女声谈莉娜”福建甫田歌友会
12. 2011年7月23日，上海，上海绿地东海岸广场中心商演
13. 2011年7月28日，湖南长沙，湖南卫视《汉语桥》开场表演嘉宾
14. 2011年8月8日，北京，网易访谈
15. 2011年8月30日，山西太原，山西商演
16. 2011年9月15日，湖南长沙，湖南卫视《喜剧之王》录制
17. 2011年9月26日，北京，偶像剧《夏日甜心》庆功会
18. 2011年9月30日，重庆长寿，重庆长寿东海假日花园商演
19. 2011年10月30日，湖南长沙，金鹰卡通七周年活动嘉宾
20. 2011年11月24日，上海，出席主演电影《开心魔法》上海新闻发布会
21. 2011年11月25日，重庆，出席主演电影《开心魔法》重庆新闻发布会
22. 2011年12月1日，湖南长沙，出席主演电影《开心魔法》首映礼

1. 2010年1月1日，湖南长沙，湖南卫视《金芒果粉丝节》
2. 2010年1月9日，江苏南京，在南京体育馆参加“2009快乐女声全国十强”巡回演唱会-南京站
3. 2010年1月16日，湖南怀化，怀化商演
4. 2010年1月23日，云南昆明，在昆明体育场参加“2009快乐女声全国十强”巡回演唱会-昆明站
5. 2010年1月30日，云南昆明，昆明雪兰音乐会
6. 2010年2月3日，湖南岳阳，在岳阳体育馆参加“2009快乐女声全国十强”巡回演唱会-岳阳站
7. 2010年2月7日，湖南长沙，湖南卫视《春节联欢晚会》之五虎大拜年
8. 2010年2月8日，广西河池，广西河池春节晚会
9. 2010年2月28日，广西南宁，南宁花花大世界桃花节演出
10. 2010年4月12日，北京，录制并演唱《越淘越开心》主题曲
11. 2010年5月12日，北京，《一起又看流星雨》杀青仪式
12. 2010年5月22日，重庆，在重庆奥林匹克中心参加“2009快乐女声全国十强”巡回演唱会-重庆站
13. 2010年6月28日，湖南长沙，湖南广播电视台暨芒果传媒挂牌仪式
14. 2010年7月2日，湖南长沙，录制湖南卫视《锋尚之王》
15. 2010年7月3日，辽宁沈阳，录制辽宁卫视《明星转起来》
16. 2010年7月27日，湖南长沙，湖南卫视《汉语桥》（嘉宾）
17. 2010年7月18日，湖南长沙，中央电视台《开心辞典》（嘉宾）
18. 2010年7月27日，北京，优酷现场“恋爱辩法”
19. 2010年8月6日，湖南长沙，湖南卫视《快乐男生》（嘉宾）
20. 2010年8月7日，湖南长沙，湖南娱乐频道《娱乐急先锋》（媒体采访）
21. 2010年8月8日，湖南长沙，录制湖南卫视《快乐大本营》(一起又看流星雨剧组)
22. 2010年8月21日，辽宁沈阳，录制辽宁卫视《谁是主角》
23. 2010年9月24日，湖南长沙，录制湖南卫视《一呼百应》
24. 2010年10月2日，北京，录制宁夏卫视《时尚星达人》
25. 2010年10月4日，广西三江，参加广西柳州三江侗族自治县多耶节演出
26. 2010年10月28日，安徽合肥，录制安徽卫视《周日我最大》
27. 2010年10月31日，北京，出席BQ2010红人榜颁奖盛典，年度影视剧奖《一起又看流星雨》

1. 2009年6月20日，湖南长沙，录制湖南卫视《快乐大本营》之“快女来了”
2. 2009年7月8日，湖南长沙，录制湖南卫视《一呼百应》
3. 2009年7月13日，湖南长沙，参与湖南卫视《华彩聚三湘》演出
4. 2009年7月22日，北京，录制安徽卫视《鲁豫有约》
5. 2009年8月15日，湖南长沙，金鹰网访谈+湖南经济广播电台专访
6. 2009年8月20日，湖南长沙，湖南岳阳电视台举办的"我也明星"活动总决赛特邀嘉宾
7. 2009年8月31日，北京，做客中歌榜+做客新浪+做客中国歌曲排行榜
8. 2009年9月1日，北京，做客搜狐+南宁交通广播电台电话连线谈莉娜
9. 2009年9月2日，北京，做客百度访谈+做客网易访谈
10. 2009年9月21日，北京，做客中歌榜
11. 2009年9月6日，湖南长沙，录制湖南卫视《背后的故事》
12. 2009年9月9日，广东广州，录制湖南卫视《智勇大闯关》
13. 2009年9月12日，北京，快女巡演北京签售会
14. 2009年9月15日，浙江杭州，《杭州文广》快女巡演杭州发布会
15. 2009年9月20日，湖南长沙，湖南卫视大型庆国晚会《湘江颂》
16. 2009年9月30日，北京，录制旅游卫视《美丽俏佳人》
17. 2009年10月2日，湖南醴陵，醴陵商演
18. 2009年10月7日，上海，在上海大舞台参加“2009快乐女声全国十强”巡回演唱会-上海站
19. 2009年10月8日，湖南株洲，株洲商演
20. 2009年10月10日，吉林长春，在长春五环体育馆参加“2009快乐女声全国十强”巡回演唱会-长春站
21. 2009年10月18日，浙江温州，在温州体育馆参加“2009快乐女声全国十强”巡回演唱会-温州站
22. 2009年10月21日，广西南宁，出席第十一届南宁国际民歌艺术节《大地飞歌·激情之夜》晚会
23. 2009年10月23日，湖南株洲，在株洲市体育中心参加“2009快乐女声全国十强”巡回演唱会-株洲站
24. 2009年10月25日，湖南娄底，娄底商演
25. 2009年10月30日，北京，在北京工人体育馆参加“2009快乐女声全国十强”巡回演唱会-北京站
26. 2009年10月31日，四川成都，在四川省体育馆参加“2009快乐女声全国十强”巡回演唱会-成都站
27. 2009年11月7日，广西南宁，参加广西南宁宾阳商品展销会文艺晚会
28. 2009年11月14日，江苏扬州，在扬州体育场参加“2009快乐女声全国十强”巡回演唱会-扬州站
29. 2009年11月28日，江西新余，出席在江西新余体育馆举行的一水天城“感恩盛典”大型晚会
30. 2009年12月17日，河北石家庄，邯郸商演
31. 2009年12月19日，广东广州，在广州体育馆参加“2009快乐女声全国十强”巡回演唱会-广州站
32. 2009年12月21日，湖南长沙，2009快乐女声长沙歌友会
33. 2009年12月24日，湖北宜昌，宜昌商演
34. 2009年12月31日，湖南长沙，湖南卫视《跨年演唱会》